# Alexander Sergejewitsch Schirschow
Alexander Sergejewitsch Schirschow (russisch Александр Сергеевич Ширшов; * 25. August 1972 in Moskau) ist ein russischer Säbelfechter, Olympiasieger und Weltmeister.

## Erfolge
1991 gewann Schirschow bei den Weltmeisterschaften in Budapest Silber mit der sowjetischen Säbel-Mannschaft.
Bei den Olympischen Spielen 1992 in Barcelona erfocht er Gold in der Mannschaft unter der Flagge des Vereinten Teams, im Säbel-Einzel wurde es der dreizehnte Platz.
1994 wurde er in Athen Mannschaftsweltmeister, ab jetzt unter russischer Flagge.
Bei den Weltmeisterschaften 1995 und 1997 holte er mit der Mannschaft jeweils Silber.
2000 wurde er in Madeira Mannschaftseuropameister.